# Tiniguan
Tiniguan, malena izolirana etnolingvistička porodica iz Kolumbije koja obuhvaća jezike i plemena Indijanaca Pamigua i Tinigua. Pleme Tinigua po kojem porodica dobiva ime, danas je gotovo izumrlo. Prema Rivetu bilo ih je 40 u selu Los Llanos del Yarí, u suvremeno doba (2000.), preostalo ih je tek dvije osobe u Sierra de la Macarena, u departmanu Metá. Pleme Pamigua je s gornjeg toka rijeke Yarí, na aldeji (selu) Los Llanos del Guahibo i misiji Concepción de Arama, s populacijom od 268 (1800).

## Vanjske poveznice
- Tinigua  Arhivirana inačica izvorne stranice od 25. studenoga 2012. (Wayback Machine)
- The Tiniguan Subgroup